# Darna Zaroori Hai
Darna Zaroori Hai (hindi: डरना ज़रूरी है, urdu:ڈرنا ضروری ہے, italiano: Spaventarsi è necessario) è un film a episodi indiano del 2006. È considerato il sequel di Darna Mana Hai, altro film prodotto dalla K. Sera Sera Productions. Protagonisti del film sono numerose celebrità hollywoodiane come Amitabh Bachchan, Riteish Deshmukh, Anil Kapoor, Sunil Shetty, Mallika Sherawat, Isha Koppikar, Arjun Rampal, Rajpal Yadav, Bipasha Basu ed altri.